# 東京都を舞台とした作品一覧
東京を舞台とした作品一覧（とうきょうをぶたいとしたさくひんいちらん）では、現在の東京都地域（東京、江戸等）をモチーフ或いは、ロケーション撮影地にした漫画、小説、映画、アニメーション、テレビドラマ等を記述する。

## テレビドラマ

### NHK
- いちご同盟
- 徳川家康
- クッキンアイドル アイ!マイ!まいん!
- 葵 徳川三代
- 瞳
- 花の生涯
- ハゲタカ
- 風と雲と虹と
- 元禄太平記
- 元禄繚乱
- 花子とアン
- 八代将軍吉宗
- ひらり
- 梅ちゃん先生
- 勝海舟
- 本日も晴天なり
- 春日局
- 男たちの旅路
- 娘と私
- 春の坂道
- 純情きらり
- ジイジ〜孫といた夏〜
- デザイナー・ベイビー
- あしたこそ
- おんなは度胸
- かりん
- こころ
- トットてれび
- おていちゃん
- うず潮
- 刑事 蛇に横切られる
- 氷壁
- 実験刑事トトリ
- 半分、青い。
- ノンちゃんの夢
- 峠の群像
- 昭和元禄落語心中
- 春よ、来い

### 日本テレビ系
- anego
- 家売るオンナ
- いつか、サレジオ教会で
- いろはの"い"
- おふくろの味
- 俺たちの旅
- 怪物くん
- 家政婦のミタ
- ギャルサー
- 警視庁鑑識班
- ごくせん
- 斉藤さん
- 35歳の高校生
- 地味にスゴイ! 校閲ガール・河野悦子
- SHARK
- 14才の母
- スクラップ・ティーチャー〜教師再生〜
- 太陽にほえろ!
- 高嶺の花
- 刑事貴族
- Dr.倫太郎
- ドリームアゲイン
- 七つちがい
- 野ブタ。をプロデュース
- バカレア高校
- ハケンの品格
- 花咲舞が黙ってない
- 八百八町夢日記
- 左目探偵EYE
- 弁護士・高林鮎子
- ホタルノヒカリ
- 盲人探偵・松永礼太郎
- わが町

### TBS系
- 下町ロケット
- パパはニュースキャスター
- パパは年中苦労する
- うちの子にかぎって
- ウルトラマン
- 半沢直樹
- 西村京太郎サスペンス・十津川警部シリーズ
- 警視庁南平班〜七人の刑事〜
- 3年B組金八先生
- とんぼ
- はいすくーる落書
- ROOKIES
- 大好き!五つ子
- 新・天までとどけ
- キッズ・ウォー
- 電光超人グリッドマン
- 人間・失格～たとえばぼくが死んだら
- ドラゴン桜
- ルーズヴェルト・ゲーム
- JIN-仁-
- ハンマーセッション
- 青春家族
- 親子ゲーム
- 青春諸君!
- ミスターブレイン
- 渡る世間は鬼ばかり
- 世田谷駐在刑事
- 夜王
- 警視・深町征爾
- ホワイト・ラボ〜警視庁特別科学捜査班〜
- 税務調査官・窓際太郎の事件簿
- タンブリング
- 駅弁刑事・神保徳之助
- 上条零子の推理日誌
- 釣り刑事
- 新幹線物語'93夏
- 探偵 左文字進
- 安積班シリーズ（ハンチョウ〜神南署安積班〜、ハンチョウ〜警視庁安積班〜）
- 家族の物語
- MOZU（WOWOWと共同制作）
- ヤンキー母校に帰る
- 義母と娘のブルース
- 小さな巨人
- 居酒屋もへじ
- ブラックペアン
- 表参道高校合唱部!
- ノーサイドゲーム
- グランメゾン東京
- BLOODY MONDAY
- ゴッドハンド輝
- 上条麗子の事件推理
- 天国と地獄〜サイコな2人〜

### フジテレビ系
- 愛という名のもとに
- 愛d̪無常
- アンフェア
- 医龍-Team Medical Dragon-
- いつかまた逢える
- お金がない!
- 岡部警部シリーズ
- お義父さんと呼ばせて
- 踊る大捜査線
- 外交官 黒田康作
- 鍵のかかった部屋
- ガリレオ
- 監察医朝顔
- 危険なアネキ
- 救命病棟24時
- ギルティ 悪魔と契約した女
- グッドモーニング
- 結婚できない男
- 恋人よ
- 所轄刑事
- ストロベリーナイト
- 絶対零度
- 総理と呼ばないで
- 戦う 書店ガール
- 探偵の探偵
- テラスハウス
- 東映不思議コメディーシリーズ
- 東京ラブストーリー
- 東京湾景
- 時をかける少女
- ナースのお仕事
- 裸の大将放浪記
- ひとつ屋根の下
- 人にやさしく
- 101回目のプロポーズ
- HERO
- ファースト・クラス
- 振り返れば奴がいる
- 古畑任三郎
- BOSS
- やまとなでしこ
- LIAR GAME
- リーガル・ハイ
- 離婚弁護士

### テレビ朝日系
- 相棒
- 味いちもんめ
- 暴れん坊将軍
- いちご白書
- 遺留捜査
- 内田康夫サスペンス・福原警部
- 宇宙刑事シリーズ
- おかしな刑事
- おとり捜査官 北見志穂
- 女警察署長・美佐子
- 女刑事ふたり
- 家政婦は見た
- 風の刑事・東京発
- 仮面ライダー
- がんばれ!!ロボコン
- グッドパートナー 無敵の弁護士
- 黒革の手帖
- 警視庁捜査一課9係
- 警視庁・捜査一課長
- ケイジとケンジ 所轄と地検の24時
- ザ・刑事
- さすらい刑事旅情編
- 七人の女弁護士
- 終着駅シリーズ
- 新空港物語
- 西部警察
- 大空港'92
- タクシードライバーの推理日誌
- 鉄道捜査官
- テツワン探偵ロボタック
- 東京駅お忘れ物預り所
- ドクターX〜外科医・大門未知子〜
- 西村京太郎トラベルミステリー
- はぐれ刑事純情派
- はみだし刑事情熱系
- ビーロボカブタック
- 法医学教室の事件ファイル
- 燃えろ!!ロボコン
- リーガルV
- 臨場
- 歌のおにいさん

### テレビ東京系
- 浅草下町通交番 子連れ巡査の捜査日誌
- 田舎で暮らそうよ
- 怨み屋本舗
- 大江戸捜査網
- 監察医・篠宮葉月 死体は語る
- ガンリキ 警部補・鬼島弥一
- 銀座高級クラブママ青山みゆき
- 警視庁ゼロ係
- 芸者小春姐さん奮闘記
- 警察署長・たそがれ正治郎
- 刑事の証明
- 嬢王
- 多摩南署たたき上げ刑事・近松丙吉
- 駐在刑事
- 鉄道警察官・清村公三郎
- 東京センチメンタル
- マジすか学園シリーズ
- 旅行作家・茶屋次郎

### 独立局
- ファイヤーレオン

## ラジオドラマ
- 安部礼司(TOKYOFM)
- イカロスの誕生日（NHK-FM 青春アドベンチャー）
- エンジェル（NHK-FM 青春アドベンチャー）
- 風が見ていた（NHKラジオ 新日曜名作座）
- 髪結い伊三次捕物余話（NHKラジオ 新日曜名作座）
- 君の名は(NHKラジオ)
- ゴーゴーチキンズ（NHK-FM 青春アドベンチャー）
- 新宿百太郎（NHK-FM FMシアター）
- 東京Voice（NHK-FM FMシアター）
- 泥の子と狭い家の物語 魔女と私の70日間戦争（NHK-FM 青春アドベンチャー）
- 灰色のカンバス（NHK-FM　FMシアター）
- 春を背負って（NHKラジオ新日曜名作座）
- ぶたぶた（NHK-FM　FMシアター）

## ゲーム
- アキバ系彼女
- AKIBA'S TRIP
- AKIBA'S TRIP2
- AKIBA'S BEAT
- イキヌキッ茶 〜隠し味に愛を〜
- うみねこのなく頃に
- エクステトラ
- えどたん
- エンジェル・ブレード
- おたく☆まっしぐら
- 俺達の世界わ終っている。
- 俺の彼女はロリで巨乳で秋葉系
- 快刀乱麻
- 快刀乱麻 雅
- クイズマジックアカデミー トーキョーグリモワール
- クライシスフォース
- 幻影異聞録♯FE
- コール オブ デューティ インフィニット・ウォーフェア
- 五等分の花嫁 ～彼女と交わす五つの約束～
- THE FAST AND THE FURIOUS
- GENERATION XTHシリーズ
- STEINS;GATE
- 私立アキハバラ学園
- スクランブルフォーメーション
- セブンスドラゴンIII code:VFD
- セブンスドラゴン2020
- セブンスドラゴン2020-II
- タイムツイスト 歴史のかたすみで…
- 007 ナイトファイア
- トーキョーウォーズ
- 東亰ザナドゥ
- TOKYO JUNGLE
- 東京新世録 オペレーションアビス
- 東京新世録 オペレーションバベル
- 東京放課後サモナーズ
- 東京魔人學園伝奇シリーズ
- 所さんのまもるもせめるも
- ぱすてるメモリーズ
- 花のスター街道
- 必殺!
- 必殺仕事人
- 秘録 首斬り館 〜逐電屋藤兵衛〜
- ファーストサムライ
- PHOBOS-フォボス-
- プロジェクト東京ドールズ
- POSSESSION MAGENTA
- 魔界転生
- 魔都紅色幽撃隊
- 魔法使いと黒猫のウィズ[1]
- 明治東亰恋伽
- 女神転生シリーズ
- 柳生一族の陰謀
- 妖怪倶楽部
- 龍が如くシリーズ

## 古典
- 忠臣蔵
- 東海道中膝栗毛
- 時そば
- 四谷怪談

## 舞台作品（演劇、喜劇、歌劇）
- 歌わせたい男たち
- お江戸でござる
- キャロリング
- こちら葛飾区亀有公園前派出所

## 絵画
- 江戸高名会帝尽
- 富岳三十六景
- 名所江戸百景